# Ecole Normale d’Instituteurs Bawa Jan Gorzo
Die Ecole Normale d’Instituteurs Bawa Jan Gorzo (kurz: ENI Bawa Jan Gorzo) ist eine Lehrerbildungsanstalt in der Stadt Maradi in Niger.

## Standort und Ausbildungsangebot
Die Ecole Normale d’Instituteurs Bawa Jan Gorzo bildet ein eigenes Stadtviertel (französisch quartier) im Arrondissement Maradi III der Regionalhauptstadt Maradi. Bei der Volkszählung 2012 wurden für dieses Stadtviertel 152 Einwohner erfasst. Es gibt zwei Ausbildungszweige: zum Hilfslehrer und zum Lehrer.

## Geschichte
Die Anstalt wurde am 1. Oktober 1980 unter dem Namen Ecole Normale de Maradi gegründet. Sie war anfänglich der zweijährigen Grundausbildung von Lehrern gewidmet. Im Jahr 1983 wurde sie in ein Zentrum für Weiterbildung umgewandelt, an dem ausschließlich dreimonatige Kurse für aktive Lehrkräfte abgehalten wurden. Im Oktober 1992 kehrte sie zu ihrer ursprünglichen Bestimmung der Lehrergrundausbildung zurück.
Ein Gesetz vom 31. Dezember 2002 gestand der nunmehrigen Ecole Normale Bawa Jan Gorzo die Selbstverwaltung unter staatlicher Aufsicht zu. Ihr Namensgeber Bawa Jan Gorzo regierte von 1777 bis 1795 Gobir, das während seiner Herrschaft zum mächtigsten der Hausastaaten aufstieg. Eine Verordnung definierte 2006 acht Schulen in der Nähe der Ecole Normale Bawa Jan Gorzo als Übungsschulen, in denen erfahrene Lehrkräfte die Lehramtsstudierenden betreuen.
Alle Ecoles Normales (Normalschulen, kurz EN) erhielten 2007 landesweit die neue Bezeichnung Ecole Normale d’Instituteurs (Lehrer-Normalschule, kurz ENI). Im Schuljahr 2009/2010 gehörten dem Lehrkörper der Ecole Normale d’Instituteurs Bawa Jan Gorzo 30 Personen an, darunter nur drei Frauen. Die Anzahl der Schüler belief sich auf 1225 in 18 Klassen. Einen der Standorte der 2010 gegründeten Universität Maradi bildete ein Erweiterungsbau der Lehrerbildungsanstalt. Zum Schuldirektor wurde 2012 Kamisse Cherfidine ernannt.
Ein landesweiter Kompetenztest der Lehrer in Französisch und Mathematik erbrachte 2017 dermaßen schlechte Ergebnisse, dass der Unterrichtsminister Daouda Marthé bestimmte Diplome als Zugangsvoraussetzung zu allen Ausbildungsstätten des Typs Ecole Normale d’Instituteurs einführte. Ab 2018 wirkte Assoumane Mamane als Generaldirektor der Ecole Normale d’Instituteurs Bawa Jan Gorzo. Mit dem Ziel einer effizienten Verwaltung ohne Inkohärenzen bei der Umsetzung des Lehrplans wurde die Selbstverwaltung aller elf Lehrerbildungsanstalten des Landes 2019 aufgehoben. Sie wurden stattdessen direkt der für Aus- und Weiterbildung zuständigen ministeriellen Generaldirektion unterstellt. Unter Staatspräsident Mohamed Bazoum wurden die Zugangsbeschränkungen 2021 weiter verschärft und das Baccalauréat zur Bedingung, um an einer Ecole Normale d’Instituteurs studieren zu können.